# Saison 1885 des Sénateurs d'Ottawa
Autres saisons
Saison précédente Saison suivante
La saison 1885 de hockey sur glace est la deuxième que joue le Club de hockey d'Ottawa. Il participe une nouvelle fois au tournoi de hockey sur glace du Carnaval d'hiver de Montréal.

## Alignement
- G. Currier
- Thomas D. Green
- Thomas Gallagher
- Frank Jenkins (capitaine)
- Jack Kerr
- Halder Kirby
- William O'Dell (gardien de but)

## Résultats
| No | Date       | Équipe | Résultat  | Adversaire                                    | Fiche |
| -- | ---------- | ------ | --------- | --------------------------------------------- | ----- |
| 1  | 28 janvier | Ottawa | 2 - 1     | Victorias de Montréal                         | 1-0-0 |
| 2  | 30 janvier | Ottawa | 2 - 2 (P) | Association des athlètes amateurs de Montréal | 1-0-1 |
| 3  | 31 janvier | Ottawa | 0 - 1     | Association des athlètes amateurs de Montréal | 1-1-1 |